# Nhôm sulfide
Nhôm sulfide là một hợp chất hóa học có thành phần gồm hai nguyên tố nhôm và lưu huỳnh, với công thức hóa học được quy định là Al2S3. Hợp chất này không màu này có một cấu trúc hóa học thú vị, tồn tại ở nhiều dạng thức khác nhau. Ngoài ra, hợp chất này cũng nhạy cảm với độ ẩm, thủy phân đến nhôm oxit hoặc nhôm hydroxide. Điều này có thể bắt đầu khi sulfide tiếp xúc với khí quyển. Phản ứng thủy phân tạo ra khí hydro sulfide (công thức hóa học là H2S).

## Điều chế
Nhôm sulfide được điều chế cách dễ dàng bằng cách đốt các nguyên tố thành phần là nhôm và lưu huỳnh lại với nhau, qua phương trình miêu tả phản ứng sau đây:
2 Al + 3 S → Al2S3
Phản ứng này là một phản ứng tỏa ra rất nhiều nhiệt, do đó không cần thiết phải làm nóng toàn bộ khối lượng của hỗn hợp Nhôm sulfide này; (ngoại trừ có thể cho một lượng rất nhỏ các chất phản ứng). Sản phẩm phản ứng sẽ được tạo ra dưới dạng hợp nhất và có nhiệt độ cao, đạt đến ngưỡng ít nhất là 1100 °C và có thể tan chảy theo cách thức riêng là thông qua thép. Sản phẩm tạo ra sau khi nguội đi ở dạng rất cứng.